# Glaucomys
Genre
Glaucomys est un genre de rongeurs appelés polatouches originaires des États-Unis, du Canada et du Mexique. Ils ont la particularité, rare chez les mammifères, d'être fluorescents.
Dans les arts, John Singleton Copley en représente un sur sa toile intitulée Le Garçon à l'écureuil (1765).

## Liste des espèces
- Glaucomys sabrinus — grand polatouche
- Glaucomys volans — petit polatouche
- Glaucomys oregonensis — polatouche de Humboldt[3]

## Galerie

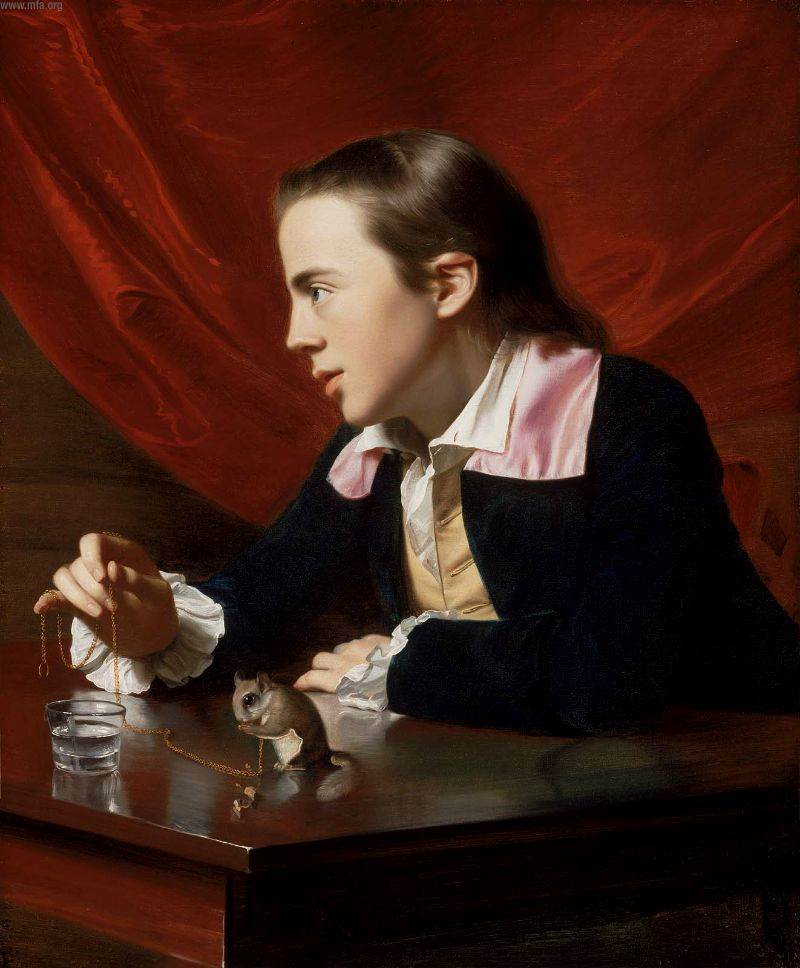
John Singleton Copley, Le Garçon à l'écureuil, 1765, (76,8 × 63,5 cm), musée des beaux-arts de Boston.
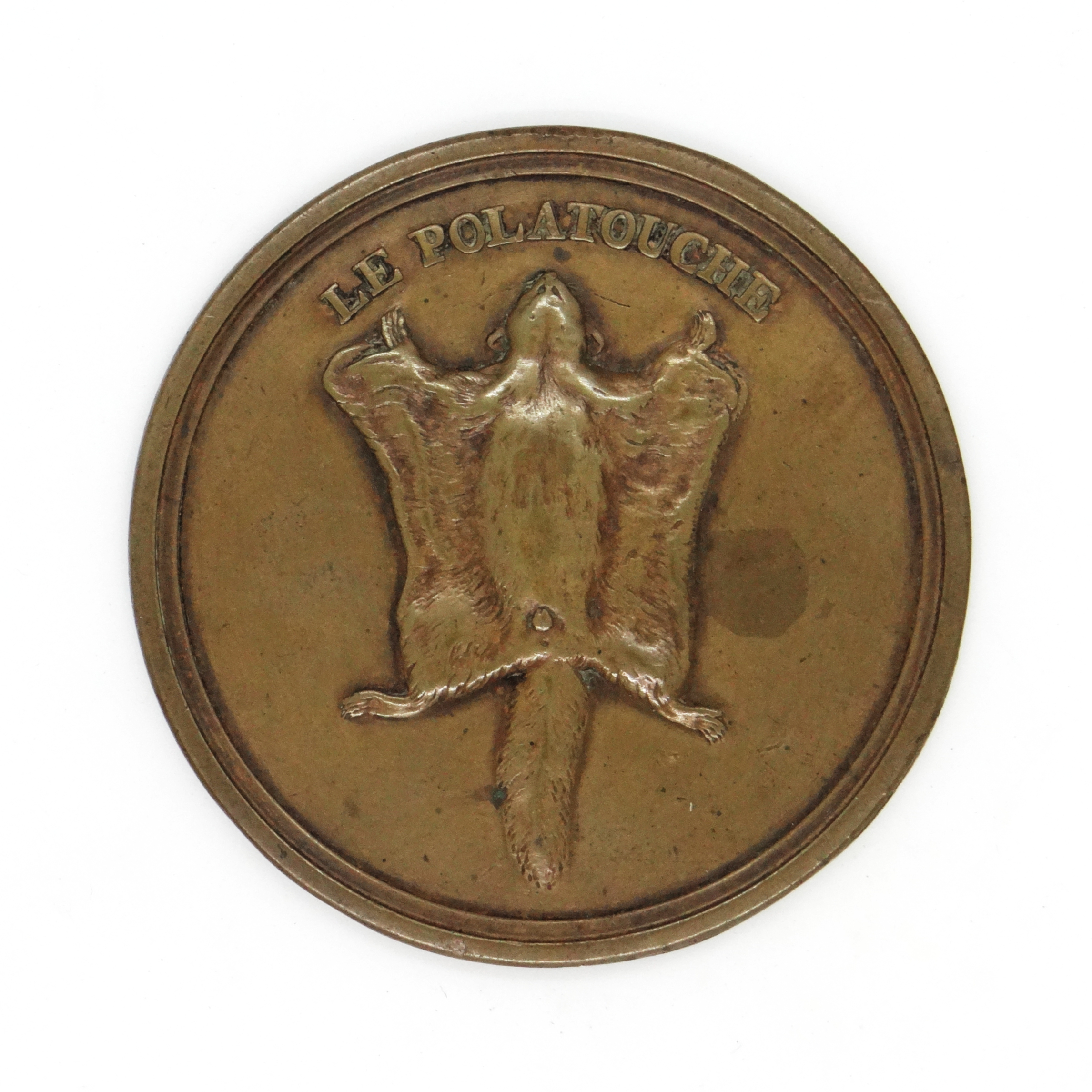
Médaille d'auteur et de date inconnue, représentant un polatouche. Conservée dans les collections Léon Losseau à la maison Losseau de Mons.
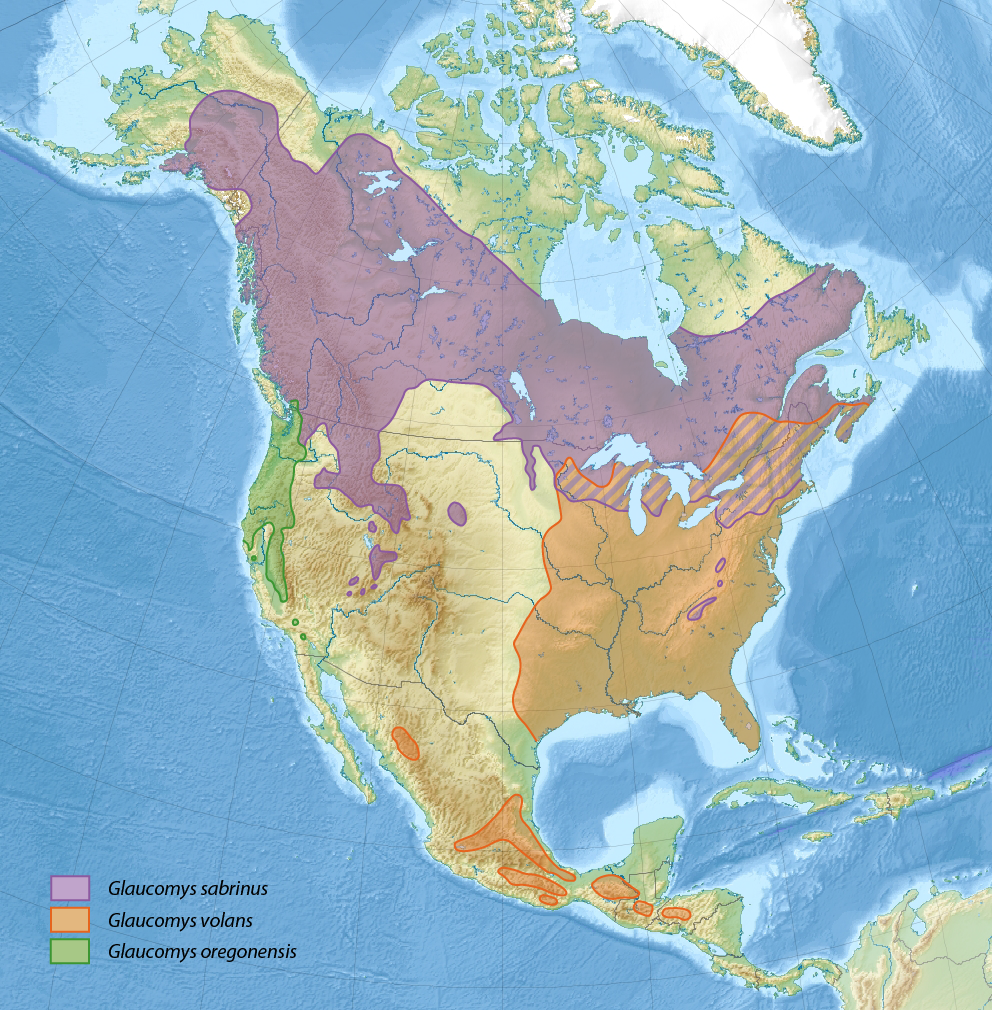
Carte de répartition en Amérique du Nord.